# Daniel Gluckstein
Daniel Gluckstein (ur. 3 marca 1953 w Paryżu) – francuski polityk pochodzenia żydowskiego, były przewodniczący trockistowskiej Partii Robotniczej.

## Życiorys
Gluckstein urodził się w 1953 roku w Paryżu. W 1968 wstąpił do młodzieży rewolucyjno-komunistycznej a w 1978 roku założył Międzynarodową Ligę Komunistyczną. Od 1991 roku jest przewodniczącym Partii Robotniczej z ramienia której kandydował w 1994 roku do Parlamentu Europejskiego uzyskując 0,43% głosów.
W wyborach prezydenckich w 2002 roku startował jako kandydat Partii Robotniczej uzyskując 0,47% poparcia. Wynik ten uplasował go na ostatnim miejscu pod względem poparcia pośród szesnastu innych kandydatów biorących udział w pierwszej turze wyborów.
W 2008 roku wraz z Gerardem Schivardim stworzył skrajnie lewicową Parti ouvrier indépendant.

## Życie rodzinne
Gluckstein wywodzi się z rodziny polskich Żydów. Jego rodzice byli członkami Bundu. W czasie II wojny światowej ojciec Glucksteina pracował jako krawiec w getcie łódzkim. Z wykształcenia Daniel Gluckstein jest profesorem historii, ma żonę oraz troje dzieci.